# Landgericht Göggingen

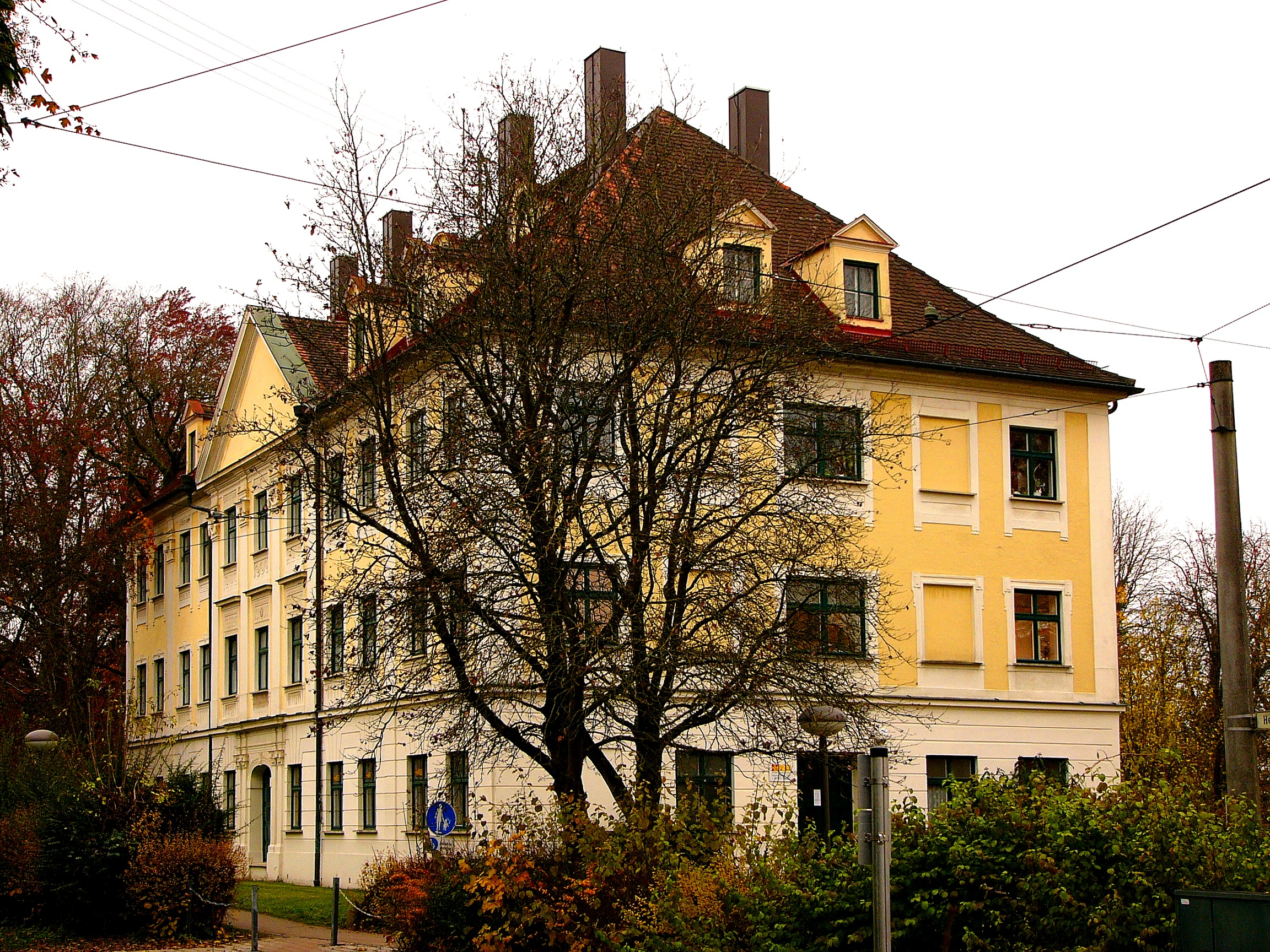
Das 1790 ursprünglich als Priesteraltersheim errichtete ehemalige Landgerichtsgebäude in Augsburg-Göggingen

Das Landgericht Göggingen war ein von 1804 bis 1879 bestehendes bayerisches Landgericht älterer Ordnung mit Sitz im heutigen Stadtteil Augsburg-Göggingen. Die Landgerichte waren im Königreich Bayern Gerichts- und Verwaltungsbehörden, die 1862 in administrativer Hinsicht von den Bezirksämtern und 1879 in juristischer Hinsicht von den Amtsgerichten abgelöst wurden.

## Geschichte
Im Jahr 1804 wurde im Verlauf der Verwaltungsneugliederung Bayerns das Landgericht Göggingen errichtet. Es umfasste überwiegend die Gebiete des ehemaligen hochstiftischen Pflegamtes Göggingen, die ehemaligen domkapitlischen Ämter Gersthofen, Radau und Stadtbergen, sowie kleineren Besitzungen aufgehobener Augsburger Stifte und Klöster wie St. Ulrich und Heilig-Kreuz. Das Landgericht gehörte ab 1808 zum Lechkreis, ab 1810 zum Oberdonaukreis und ab 1838 zum Kreis Schwaben und Neuburg, dem späteren Regierungsbezirk Schwaben.
Das Landgericht war nach der Gemeindebildung von 1818 für folgende Gemeinden mit Ortsteilen zuständig, die in Steuerdistrikte zusammengefasst waren: Achsheim mit Eggelhof, Anhausen, Aystetten mit Luisenruh, Batzenhofen, Bergheim mit Bannacker und Wellenburg, Deuringen, Diedorf, Döpshofen mit Scheppach, Edenbergen mit Gailenbach, Gablingen mit Holzhausen, Gersthofen, Gessertshausen mit Dietkirch und Engelshof, Oberschönenfeld mit Weiherhof, Göggingen mit Radau, Hainhofen, Hammel, Haunstetten, Hirblingen, Inningen, Langweid, Leitershofen mit Radegundis, Lützelburg mit Muttershofen, Margetshausen, Neusäß, Ottmarshausen, Reinhartshausen mit Burgwalden, Rettenbergen mit Peterhof, Schlipsheim, Steppach, Stettenhofen, Täfertingen, Waldberg, Westheim mit Kobel.
Zum 1. Juli 1862 wurden die Bezirksämter in Bayern errichtet und die Trennung von Rechtspflege und Verwaltung vollzogen. Infolge wurde durch den Zusammenschluss der Landgerichte älterer Ordnung Göggingen und Schwabmünchen das Bezirksamt Augsburg gebildet und der Sitz nach Augsburg verlegt. Die Rechtspflegeeinrichtungen behielten die Bezeichnung Landgericht. Anlässlich der Einführung des Gerichtsverfassungsgesetzes vom 1. Oktober 1879 wurden aus den ehemaligen Stadt- und Landgerichtsbezirken Augsburg das Amtsgericht Augsburg geschaffen.